# Roger-Gérard Schwartzenberg
Roger-Gérard Schwartzenberg (ur. 17 kwietnia 1943 w Pau) – francuski polityk, minister i parlamentarzysta, przewodniczący Lewicowej Partii Radykalnej.

## Życiorys
Z wykształcenia prawnik. Pracował jako nauczyciel akademicki na Uniwersytecie Paryż II i w Instytucie Nauk Politycznych w Paryżu. Opublikował liczne prace naukowe z zakresu politologii.
Zaangażował się w działalność polityczną w ramach lewicowych radykałów. W latach 1981–1993 był przewodniczącym Ruchu Radykałów Lewicy (od 1998 działającego jako Lewicowa Partia Radykalna). Od 1979 do 1983 zasiadał w Parlamencie Europejskim, wchodząc w skład Grupy Socjalistów.
Od 22 marca 1983 do 17 lipca 1984 był sekretarzem stanu przy ministrze edukacji narodowej w trzecim rządzie Pierre'a Mauroy. Następnie do 20 marca 1986 był sekretarzem stanu ds. uniwersytetów (również przy ministrze edukacji) w gabinecie Laurenta Fabiusa. W okresie 1986–2007 (z przerwą na pełnienie funkcji rządowej) sprawował mandat posła do Zgromadzenia Narodowego z departamentu Dolina Marny (przez pięć kadencji). Dwukrotnie (1989–1995 i 2001–2008) zajmował stanowisko mera Villeneuve-Saint-Georges. Pod koniec lat 90. w parlamencie przewodniczył grupie deputowanych Radical-citoyen-vert. Od 27 marca 2000 do 5 maja 2002 był ministrem nauki w rządzie Lionela Jospina. W 2007 bez powodzenia kandydował do Zgromadzenia Narodowego, przegrywając w swoim okręgu z reprezentantem Unii na rzecz Ruchu Ludowego. W 2012 powrócił do niższej izby francuskiego parlamentu.
Odznaczony Legią Honorową klasy V (2009) i IV (2018).